# José de Jesús Corona
José de Jesús Corona Rodríguez (Guadalajara, 26 de janeiro de 1981) é um futebolista do México, que atualmente joga pelo Tijuana como goleiro.
Corona participou da Copa do Mundo FIFA de 2006 pela Seleção Mexicana como segundo goleiro.

## Carreira
Corona iniciou sua carreira no FC Atlas em 2002, sendo um goleiro importante e vital para o Atlas. Jogar 47 jogos a partir de 2002 a 2004, ele foi transferido para Tecos UAG em 2004. Ele também é lembrado por seu desempenho impressionante contra o Boca Juniors , quando jogou para Guadalajara por empréstimo na edição de 2005 da Copa Libertadores.
Em 16 de junho de 2009, Corona assinado com a Cruz Azul por 3 anos. Naquele mesmo ano, ele ajudou a Cruz Azul chegar à final da liga contra o CF Monterrey, terminando vice-campeão.

## Carreira Internacional
Corona foi limitado pela Seleção Mexicana, e foi chamado para representar o seu país na Copa do Mundo de 2006 como o goleiro de segunda escolha. Ele não jogou em nenhum dos quatro jogos do México. Em 2007, o ex-treinador Hugo Sánchez incluiu-o na 23 convocados para a Copa Ouro da CONCACAF como o terceiro goleiro da escolha.
Ele foi originalmente escolhido para representar o México na Copa Ouro 2011 como um dos goleiros, mas depois que ele participou de uma luta na 2ª mão das semifinais do Clausura 2011 entre a sua equipa Cruz Azul e Monarcas Morelia, José Manuel de la Torre, treinador da equipa nacional de futebol do México, decidiu cortá-lo dos esquadrões participam da Copa Ouro 2011 ea Copa América de 2011, devido à conduta violenta. Ele foi substituído nos esquadrões por Jonathan Orozco. Corona também não será capaz de reproduzir os primeiros 6 jogos na temporada Apertura 2011. Yosgart Gutierrez substituiu o suspenso Corona.

## Títulos
Cruz Azul
- Liga MX: Guardianes 2021
- Copa do México: Clausura 2013, Apertura 2018
- Campeão de Campeões: 2021
- Supercopa de Mexico: 2019
- Supercopa de la Liga MX: 2022
- Liga dos Campeões da CONCACAF: 2013–14
- Leagues Cup: 2019

### Internacionais
México
- CONCACAF Olympic Qualifying Championship: 2004
- Copa Ouro da CONCACAF: 2009
- Jogos Pan-Americanos: 2011 (Ouro)
- Jogos Olímpicos: 2012 (Ouro)

Individual
- Primera División de México Rookie of the Tournament: Clausura 2003
- Primera División de México Golden Glove: Clausura 2009, Apertura 2010, Clausura 2012, 2020–21
- Liga MX Best XI: Guardianes 2021